# Campeonato Paranaense de Futsal de 2002 - Segunda Divisão
O Campeonato Paranaense de Futsal - Segunda Divisão, cujo nome usual é Chave Prata, foi a 9ª edição da segunda mais importante competição da modalidade no estado, sua organização é de competência da Federação Paranaense de Futsal

## Participantes em2002
| Clube                  | Cidade                  |
| ---------------------- | ----------------------- |
| Palotina Futsal        | Palotina                |
| Cornélio Procópio      | Cornélio Procópio       |
| Mato Rico Futsal       | Mato Rico               |
| Copagril Futsal        | Marechal Cândido Rondon |
| Ricardinho Sports      | Araucária               |
| Cianorte Futsal        | Cianorte                |
| AFSU Umuarama          | Umuarama                |
| Goioerê Futsal         | Goioerê                 |
| Atlético Patobranquese | Pato Branco             |
| Santo Inácio Futsal    | Santo Inácio            |
| Tuiuti Esporte Clube   | Cascavel                |
| Stark Sports           | São José dos Pinhais    |

## Primeira Fase
| Pos | Times                    | Pts | J  | V  | E | D  | GP | GC | SG  | Classificação                     |
| --- | ------------------------ | --- | -- | -- | - | -- | -- | -- | --- | --------------------------------- |
| 1   | Atlético Patobranquense  | 31  | 11 | 10 | 1 | 0  | 30 | 12 | 18  | Classificados para a Segunda Fase |
| 2   | Copagril Futsal          | 23  | 11 | 7  | 2 | 2  | 42 | 30 | 12  | Classificados para a Segunda Fase |
| 3   | Tuiuti Esporte Clube     | 21  | 11 | 7  | 3 | 4  | 29 | 23 | 6   | Classificados para a Segunda Fase |
| 4   | Ricardinho Sports        | 20  | 11 | 6  | 2 | 0  | 37 | 33 | 4   | Classificados para a Segunda Fase |
| 5   | Cianorte Futsal          | 19  | 11 | 6  | 1 | 4  | 21 | 33 | -12 | Classificados para a Segunda Fase |
| 6   | Mato Rico Futsal         | 18  | 11 | 6  | 0 | 5  | 34 | 39 | -5  | Classificados para a Segunda Fase |
| 7   | Stark Sports             | 16  | 11 | 5  | 1 | 5  | 25 | 24 | 1   | Classificados para a Segunda Fase |
| 8   | Palotina Futsal          | 15  | 11 | 5  | 0 | 6  | 38 | 38 | 0   | Classificados para a Segunda Fase |
| 9   | AFSU Umuarama            | 12  | 11 | 4  | 0 | 7  | 31 | 40 | -9  | Eliminados                        |
| 10  | Goioerê Futsal           | 9   | 11 | 2  | 3 | 6  | 22 | 37 | -15 | Eliminados                        |
| 11  | Cornélio Procópio Futsal | 8   | 11 | 2  | 2 | 7  | 22 | 37 | -15 | Eliminados                        |
| 12  | Santo Inácio Futsal      | 0   | 11 | 0  | 0 | 11 | 22 | 37 | -15 | Eliminados                        |

### Confrontos
Para ler a tabela, a linha horizontal representa os jogos da equipe como mandante. A coluna vertical indica os jogos da equipe como visitante.
Tabela da Federação Paranaense de Futsal 
|                   | PAL  | COP  | COR | PAT | SIN  |     |
| ----------------- | ---- | ---- | --- | --- | ---- | --- |
| AFSU Umuarama     | 1-2  | 2-1  | 7-2 | 1-6 | 4-3  |     |
| -                 | -    | -    | -   | -   | -    |     |
|                   | CIA  | RIC  | SIN | STA | MRO  | GOI |
| Palotina          | 3–7  | 2–5  | 4–3 | 3-5 | 5–0  | 2–0 |
| -                 | -    | -    | -   | -   | -    | -   |
|                   | PAL  | COR  | CIA | RIC | PAT  | GOI |
| Copagril          | 3-2  | 7-3  | 2–1 | 2–1 | 2-2  | 3-2 |
| -                 | -    | -    | -   | -   | -    | -   |
|                   | PAL  | RIC  | TUI | SIN | MRO  | GOI |
| Cornélio Procópio | 2-4  | 5-5  | 5–1 | 6-3 | 2–4  | 3-3 |
| -                 | -    | -    | -   | -   | -    |     |
|                   | AFSU | TUI  | SIN | STA | MRO  |     |
| Cianorte          | 2-4  | 4-3  | 7-2 | 5-0 | 3-0  |     |
| -                 | -    | -    | -   | -   | -    |     |
|                   | AFSU | CIA  | TUI | SIN | MRO  |     |
| Ricardinho Sports | 3-0  | 4-1  | 1-0 | 2–4 | 1–4  |     |
| -                 | -    | -    | -   | -   | -    |     |
|                   | AFSU | PAL  | COP | PAT | MRO  |     |
| Tuiuti            | 7-1  | 3-2  | 3-1 | 4–7 | 5-1  |     |
| -                 | -    | -    | -   | -   | -    |     |
|                   | PAL  | COR  | CIA | RIC | GOI  |     |
| Pato Branco       | 5-2  | 11-4 | 7–4 | 8-2 | 16-3 |     |
| -                 | -    | -    | -   | -   | -    |     |
|                   | COP  | RIC  | TUI | PAT | STA  | MRO |
| Santo Inacio      | 1-4  | 2-11 | 2–6 | 1-6 | 4-6  | 3-5 |
| -                 | -    | -    | -   | -   | -    | -   |
|                   | AFSU | COP  | COR | PAT | GOI  |     |
| Stark Sports      | 8-4  | 6-6  | 6-3 | 6-8 | 8-6  |     |
| -                 | -    | -    | -   | -   | -    |     |
|                   | AFSU | COP  | COR | PAT | STA  | GOI |
| Mato Rico         | 7-2  | 4-5  | 6-5 | 5-8 | 3-2  | 4-3 |
| -                 | -    | -    | -   | -   | -    | -   |
|                   | AFSU | CIA  | TUI | RIC | SIN  |     |
| Goioerê           | 10-0 | 5-5  | 2-5 | 3-3 | 4-1  |     |

| Vitória do mandante; Vitória do visitante; Empate. |

## Segunda Fase

### Grupo A
| Pos | Times                   | Pts | J | V | E | D | GP | GC | SG | Classificação               |
| --- | ----------------------- | --- | - | - | - | - | -- | -- | -- | --------------------------- |
| 1   | Atlético Patobranquense | 10  | 6 | 3 | 1 | 2 | 0  | 0  | 0  | Classificados aos Play-Offs |
| 2   | Tuiuiti Esporte Clube   | 9   | 6 | 2 | 3 | 1 | 0  | 0  | 0  | Classificados aos Play-Offs |
| 3   | Palotina                | 8   | 6 | 2 | 2 | 2 | 0  | 0  | 0  | Eliminados                  |
| 4   | Mato Rico               | 6   | 6 | 2 | 0 | 4 | 0  | 0  | 0  | Eliminados                  |

#### Confrontos
Para ler a tabela, a linha horizontal representa os jogos da equipe como mandante. A coluna vertical indica os jogos da equipe como visitante.
|             | MAT | PAT | PAL | TUI |
| ----------- | --- | --- | --- | --- |
| Mato Rico   | —   | 4-3 | 8-3 | 2-5 |
| Pato Branco | 8-0 | —   | 6-2 | 8-4 |
| Palotina    | 8-2 | 5-4 | —   | 3-3 |
| Tuiuti      | 5-3 | 3-3 | 2-2 | —   |

| Vitória do mandante; Vitória do visitante; Empate. |

### Grupo B
| Pos | Times             | Pts | J | V | E | D | GP | GC | SG | Classificação               |
| --- | ----------------- | --- | - | - | - | - | -- | -- | -- | --------------------------- |
| 1   | Ricardinho Sports | 11  | 3 | 2 | 1 | 0 | 0  | 0  | 0  | Classificados aos Play-Offs |
| 2   | Cianorte Futsal   | 10  | 6 | 3 | 1 | 2 | 0  | 0  | 0  | Classificados aos Play-Offs |
| 3   | Stark Sports      | 9   | 6 | 3 | 0 | 3 | 0  | 0  | -0 | Eliminados                  |
| 4   | Copagril Futsal   | 4   | 6 | 1 | 1 | 4 | 0  | 0  | 0  | Eliminados                  |

#### Confrontos
Para ler a tabela, a linha horizontal representa os jogos da equipe como mandante. A coluna vertical indica os jogos da equipe como visitante.
|                   | COP | CIA | RIC | STA |
| ----------------- | --- | --- | --- | --- |
| Copagril          | —   | 4-6 | 2-3 | 7-3 |
| Cianorte          | 6-3 | —   | 3-3 | 4-1 |
| Ricardinho Sports | 1-1 | 3-1 | —   | 6-2 |
| Stark Sports      | 5-3 | 6-4 | 6-3 | —   |

| Vitória do mandante; Vitória do visitante; Empate. |

## Fase Final
|  | Semifinais              | Semifinais        |       |  | Final                         | Final |  |
|  |                         |                   |       |  |                               |       |  |
|  | 10 e 17 de outubro      |                   |       |  |                               |       |  |
|  | Atlético Patobranquense | 2 (8) (6)         |       |  |                               |       |  |
|  | Cianorte Futsal         | 2 (7) (3)         |       |  |                               |       |  |
|  |                         |                   |       |  |                               |       |  |
|  |                         |                   |       |  | 31 de outubro e 8 de novembro |       |  |
|  |                         |                   |       |  | Atlético Patobranquense       | 4 (4) |  |
|  |                         | Ricardinho Sports | 2 (3) |  |                               |       |  |
|  |                         |                   |       |  |                               |       |  |
|  |                         |                   |       |  |                               |       |  |
|  |                         |                   |       |  |                               |       |  |
|  | 10 a 24 de outubro      |                   |       |  |                               |       |  |
|  | Ricardinho Sports       | 7 (5)             |       |  |                               |       |  |
|  | Tuiuti Esporte Clube    | 3 (0)             |       |  |                               |       |  |

## Premiação
| Chave Prata 2002                            |
| ------------------------------------------- |
| Atlético Patobranquense Campeão (1º título) |